# Monticelli Brusati
Monticelli Brusati (Montesèi in dialetto bresciano, Muntasèl in dialetto locale) è un comune italiano di 4 599 abitanti abitanti della provincia di Brescia in Lombardia.
Situato a 19 km dal capoluogo provinciale e a 8 km da Iseo, Monticelli Brusati si adagia sulle prime propaggini delle Prealpi. In virtù della sua peculiare posizione geografica, a cavallo tra le Prealpi Bresciane e le colline della Franciacorta, il territorio di Monticelli Brusati rientra sia nel Consorzio Franciacorta che nella Comunità montana del Sebino Bresciano.
La particolarità di Monticelli Brusati è quella di essere composto da quattordici frazioni: Villa, Bozze, Calchera, Costa, San Zenone, Fontana, Parmezzana, Calzana, Dosso, Colombaia, Baiana, Foina, Gaina e Torre.
Le feste patronali sono San Zenone, che si festeggia la prima domenica di agosto, e i santi Tirso ed Emiliano, che si commemorano il 22 novembre.

## Geografia fisica
Il territorio di Monticelli Brusati è costituito da una serie di colline moreniche che separano il bacino meridionale del Sebino dalla bassa Valtrompia. Queste colline furono plasmate da un ghiacciaio nell'era quaternaria. Di conseguenza, il territorio è formato da rocce di antichissima origine calcarea e materiali alluvionali di diverso tipo, che uniti alla ricchezza di sorgenti e torrenti rendono il terreno molto adatto alla viticoltura.
È possibile apprezzare l'azione erosiva esercitata dai torrenti sui calcari mesozoici percorrendo il sentiero delle cascate di Gaina, che si snoda attraverso una piccola gola scavata da un torrente e ricca di cascatelle.
L'altitudine massima sul livello del mare è di 685 metri, mentre la minima è di 254 metri. Due importanti rilievi sono il monte Delma (385 m) e il monte della Madonna della Rosa (382 m), attorno al quale si sviluppa il centro del paese (275 m).

### Clima
Il clima a Monticelli Brusati è caldo e temperato, con piovosità significativa durante tutto l'anno.
La temperatura media annuale è di 12,1 °C, essendo luglio il mese con temperature più alte (26,4 °C) e gennaio il mese con temperature più basse (-1,6 °C).
La piovosità media annuale è di 1370 mm. In particolare le piogge sono più scarse nel mese di gennaio (59 mm) e più abbondanti nel mese di giugno (145 mm).
| [ 8 ]               | Mesi | Mesi | Mesi | Mesi | Mesi | Mesi | Mesi | Mesi | Mesi | Mesi | Mesi | Mesi | Stagioni | Stagioni | Stagioni | Stagioni | Anno  |
| [ 8 ]               | Gen  | Feb  | Mar  | Apr  | Mag  | Giu  | Lug  | Ago  | Set  | Ott  | Nov  | Dic  | Inv      | Pri      | Est      | Aut      | Anno  |
| ------------------- | ---- | ---- | ---- | ---- | ---- | ---- | ---- | ---- | ---- | ---- | ---- | ---- | -------- | -------- | -------- | -------- | ----- |
| T. max. media (°C)  | 6,1  | 7,7  | 12,2 | 16,0 | 20,1 | 24,5 | 26,4 | 26,0 | 21,3 | 16,4 | 10,9 | 6,8  | 6,9      | 16,1     | 25,6     | 16,2     | 16,2  |
| T. min. media (°C)  | −1,6 | −1,3 | 1,5  | 5,2  | 9,7  | 14,4 | 17,0 | 17,2 | 13,7 | 9,7  | 4,8  | 0,1  | −0,9     | 5,5      | 16,2     | 9,4      | 7,5   |
| Precipitazioni (mm) | 59   | 65   | 83   | 125  | 142  | 145  | 133  | 128  | 135  | 138  | 141  | 76   | 200      | 350      | 406      | 414      | 1 370 |

## Origini del nome

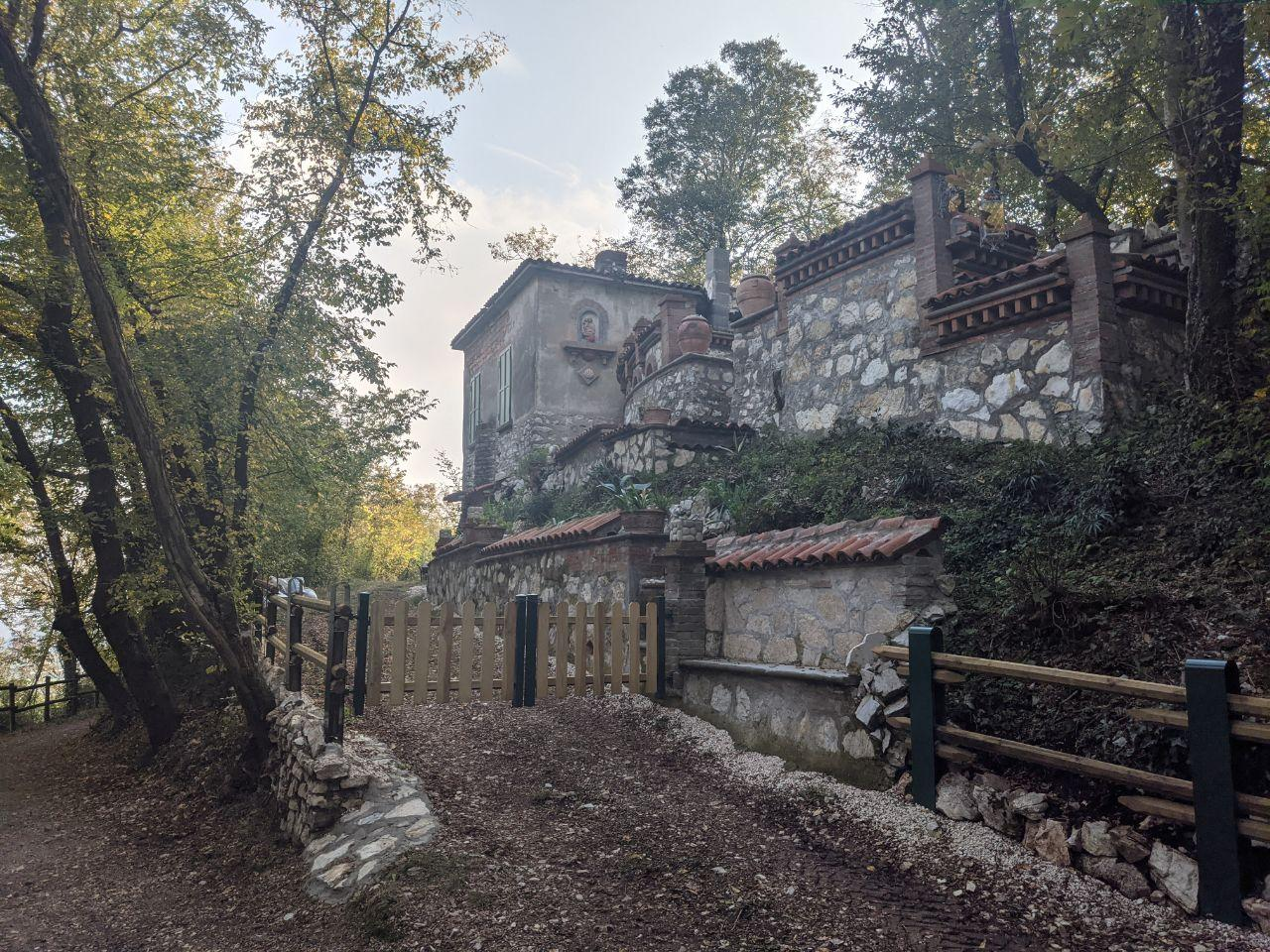
I resti di Castelveder, castello-deposito legato al dominio della famiglia Brusati sul territorio monticellese

Il toponimo del paese è composto da due parti: Monticelli e Brusati.
La prima parte, che fa riferimento ai rilievi collinari tipici della zona prealpina, è la più antica ed è documentata sia in forma singolare che plurale. La prima attestazione è infatti del 998, anno in cui l'imperatore Ottone III confermò a un certo Rogerio di Bariano i beni da lui posseduti in diverse località, tra cui Montecellum. È interessante sottolineare come l'alternanza tra la forma singolare Monticello e la forma plurale Monticelli resista tuttora nella contrapposizione tra la forma dialettale e quella italiana (Muntasèl/Monticelli).
La seconda parte del toponimo si riferisce invece all'antica famiglia nobiliare dei Brusati. I Brusati si sarebbero stabiliti a Monticelli a metà dell'XI secolo, per poi esserne scacciati nel 1410. Questa potente famiglia, tra i cui esponenti ricordiamo Tebaldo Brusato, non sarebbe altro che il ramo bresciano della famiglia Mozzi, di origine bergamasca. Giovanni Mozzi, detto il Brusato, signore di Volpino, fu colui che nel 1126 cedette a Bergamo i castelli situati nell'alto lago d'Iseo, dando vita alla rivalità dell'epoca comunale tra Bergamo e Brescia. I fratelli del Brusato, Oprando e Alberto, erano chiamati "de Monticello", probabilmente in virtù dei loro possedimenti nel territorio monticellese. Tuttavia, fu solo a metà del XIV secolo che il cognome Brusati iniziò ad apparire pervasivamente nei documenti legati a Monticelli, ad esempio in un testamento del 1325 riguardante la proprietà di Castelveder.

## Storia
Le prime attestazioni storiche di Monticelli Brusati sono piuttosto tarde e risalgono al periodo tra la fine del X secolo e l'inizio dell'XI secolo. Non sono state rinvenute tracce archeologiche di insediamenti preistorici, celtici o romani sul territorio monticellese, anche se il nome di alcune frazioni potrebbe suggerire un'origine romana (ad esempio Calzana).
Un ostacolo alla ricerca storica su Monticelli Brusati è rappresentato dalla genericità del suo nome (la seconda parte del toponimo fu paradossalmente aggiunta solo dopo la cacciata della famiglia Brusati). Il toponimo Monticello/Monticelli è infatti molto comune in Italia (e di conseguenza nei documenti storici), rendendo dunque complessa l'identificazione certa della Monticelli franciacortina.
Una Monticelli con caratteristiche probabilmente compatibili col paese franciacortino è menzionata in due precetti imperiali, uno del 998 e uno del 1022, e in un'alienazione fondiaria tra privati del 1037. La prima attestazione certa di un Brusati a Monticelli si trova in un testamento del 1325. Questo documento menziona anche il ricetto di Monticelli, ossia Castelveder. I Brusati furono una potente famiglia guelfa che possedette numerosi terreni e proprietà a Monticelli tra la metà dell'XI secolo e l'inizio del XV secolo.
La presenza della famiglia Brusati a Monticelli ostacolò la penetrazione del priorato cluniacense di Rodengo, che fu molto limitata rispetto ai paesi limitrofi, come Ome. Ciò ha contribuito alla scarsità di notizie storiche su Monticelli Brusati, in quanto all'epoca solo gli enti ecclesiastici registravano meticolosamente tutto ciò che accadeva nei propri possedimenti.
Il XV secolo fu fondamentale per la storia di Monticelli Brusati. Innanzitutto, nel 1410 fu definitivamente scacciata la famiglia Brusati. Nel 1426 Brescia si diede alla Repubblica di Venezia, iniziò così un lungo periodo di guerra che culminò nel biennio 1438-39 con la pressoché totale distruzione di Castelveder ad opera delle forze milanesi del Piccinino. Infine, nel 1471 si costituì la prima assemblea vicinale di Monticelli Brusati.
Tra il 1426 e il 1797 Monticelli Brusati fu territorio veneziano e godette di una relativa tranquillità. Amministrativamente il territorio monticellese faceva parte della Quadra di Gussago e godeva di molte esenzioni fiscali. Dopo la parentesi napoleonica, nel 1815 il paese fu incorporato nel Regno Lombardo-Veneto. Nel 1833 Monticelli subì una breve occupazione da parte delle forze austriache del generale Radetzky, evento ancora ricordato in paese per la leggenda del pozzo del Santuario. Nel 1859, come conseguenza della battaglia di Solferino e San Martino, la Lombardia e Monticelli Brusati entrarono a far parte del Regno d'Italia.
Per quanto riguarda la storia recente, a fine XX secolo Monticelli Brusati ha sperimentato un notevole boom demografico, che lo ha portato nel 1991 ad essere il comune franciacortino con il maggior incremento demografico decennale (27,1%).

### Simboli

Il gonfalone comunale

alla ghibellina di cinque pezzi, aperta, finestrata e murata di nero, fondata su un monte di tre cime di verde uscente dalla punta. Ornamenti esteriori da Comune.»
Il gonfalone è un drappo di azzurro.

## Monumenti e luoghi d'interesse

### Architetture religiose
- Vecchia chiesa parrocchiale dei Santi Tirso ed Emiliano (ora Sala della Comunità), con affreschi risalenti al XV secolo e campanile originario del XIII secolo;
- Nuova chiesa parrocchiale dei Santi Tirso ed Emiliano, costruita nel XVIII secolo;
- Santuario della Madonna della Rosa, con affreschi risalenti al XV secolo;
- Chiesa di San Zenone, con affreschi risalenti al XV secolo;
- Chiesa di Sant'Antonio.

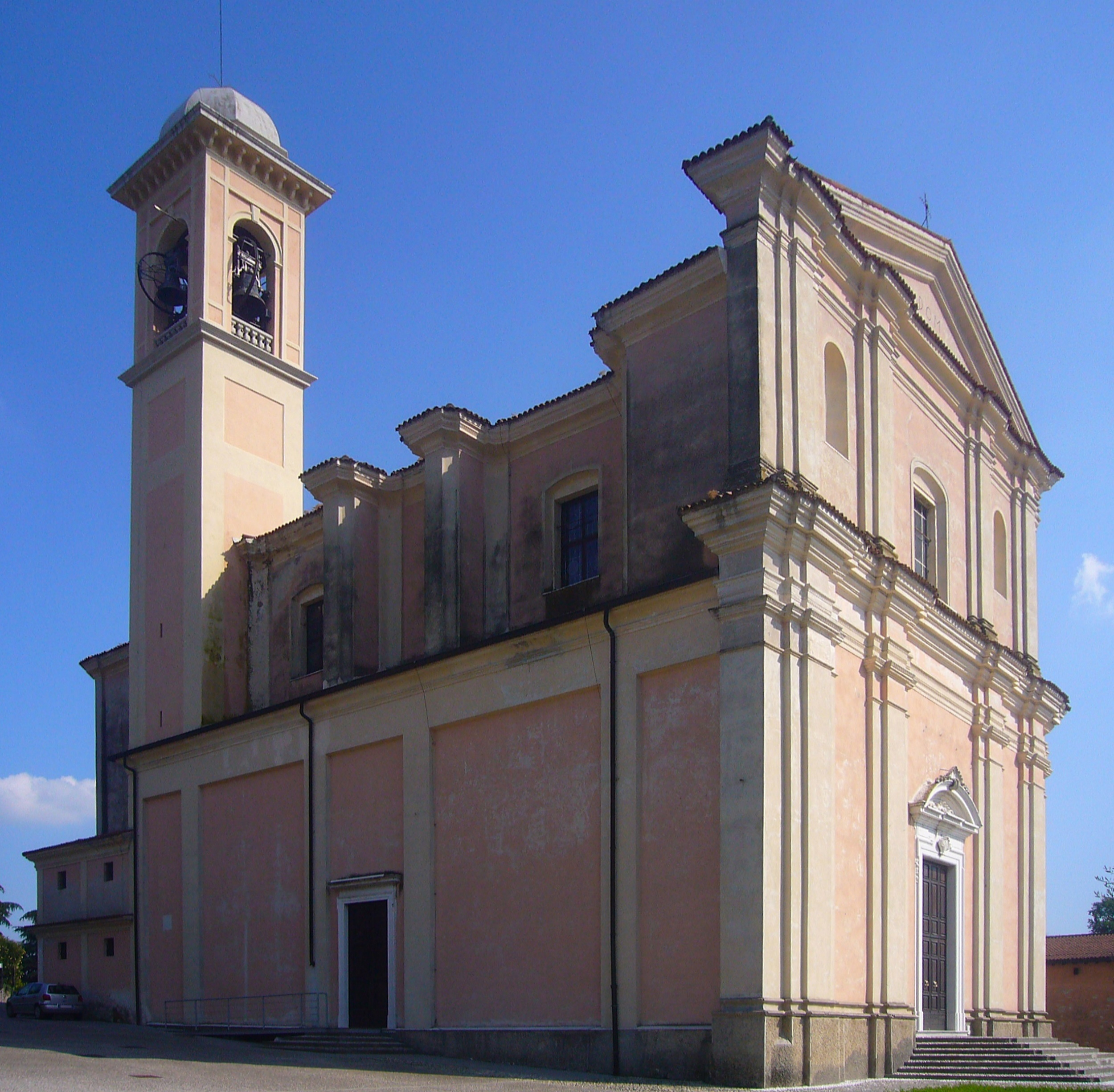
Chiesa dei Santi Tirso ed Emiliano
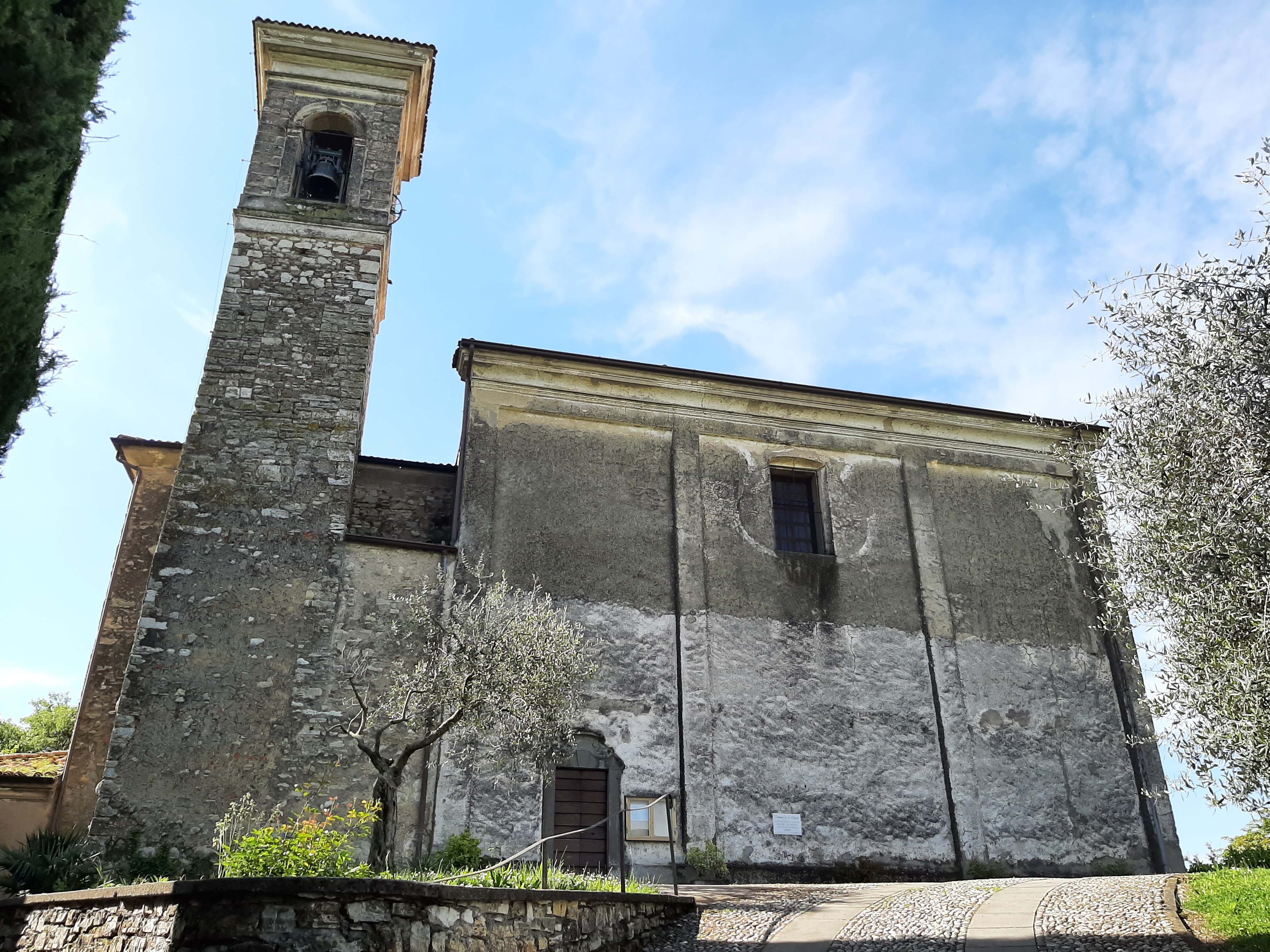
Chiesa di San Zenone Vescovo
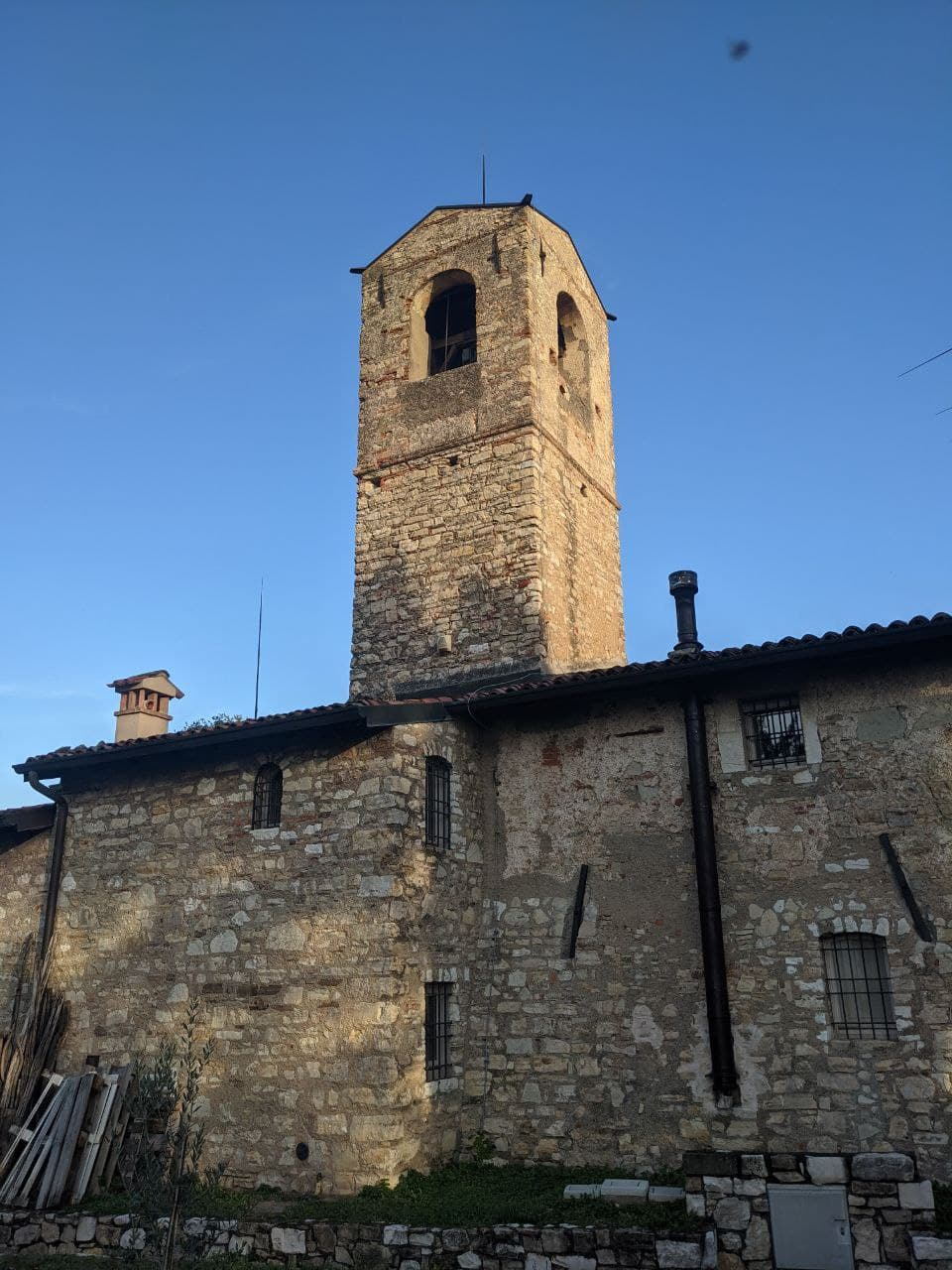
Campanile del santuario della Madonna della Rosa

### Architetture civili e militari
- Cantina Antica Fratta;
- Palazzo Pisa (già Catturich Ducco, già Montini), con torre bassomedievale affrescata;
- Villa Maggi-Lombardi;
- Castelveder.

## Società

### Evoluzione demografica
Abitanti censiti

## Cultura

### Istruzione
Per quanto riguarda il sistema scolastico, sul territorio comunale di Monticelli Brusati sono attive le seguenti strutture:
- Asilo nido;
- Scuola dell'infanzia;
- Scuola primaria Giovanni Baron;
- Scuola secondaria di primo grado Aldo Moro.

## Economia

### Viticoltura

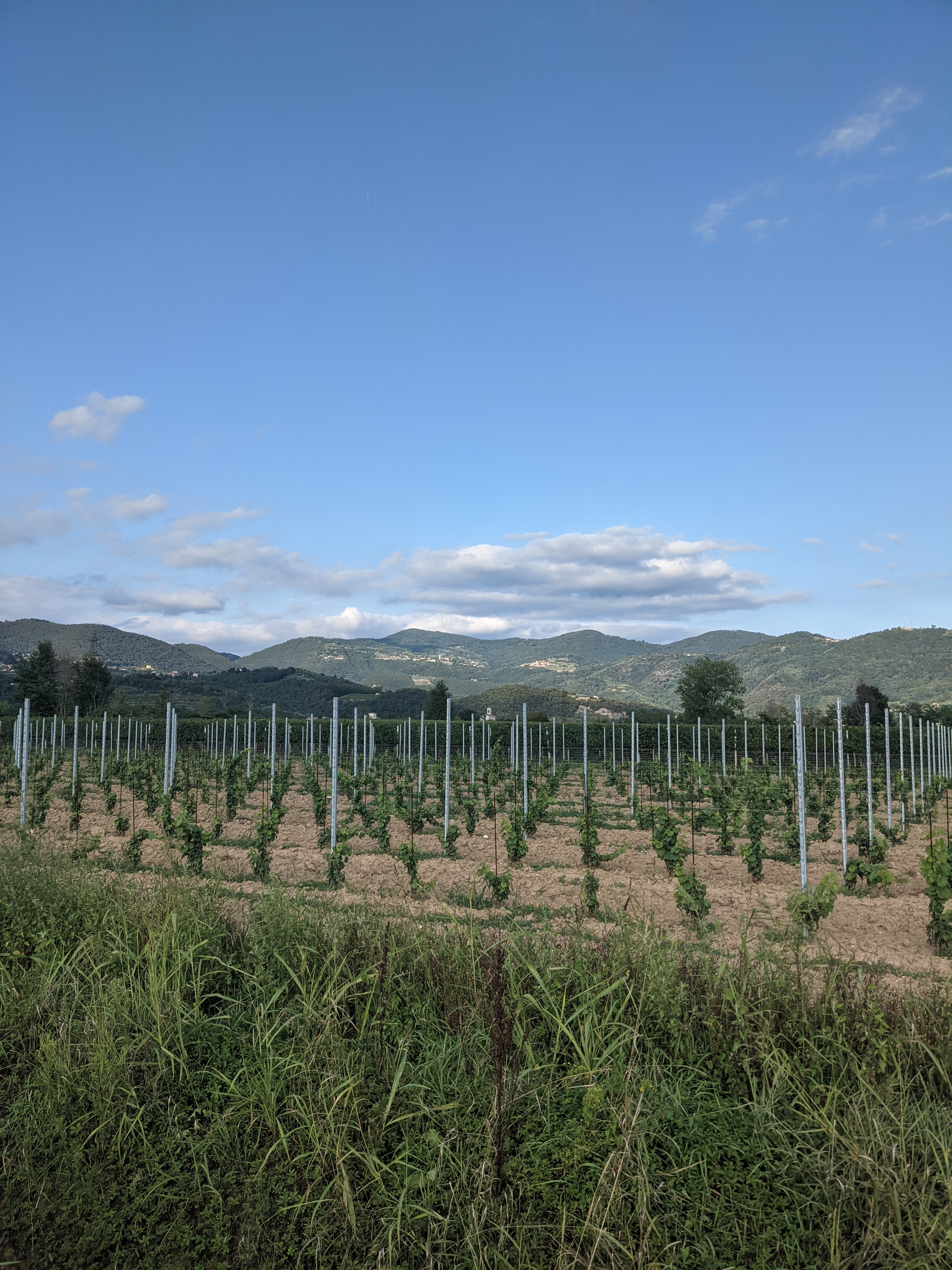
Vigneto in località Villa

Il territorio di Monticelli Brusati è sempre stato votato alla viticoltura. Già nel 1610 il rettore veneto Giovanni Da Lezze affermava che a Monticelli Brusati si produceva un "vin dolce perfettissimo". Nel 1852 lo storico iseano Gabriele Rosa sosteneva che "il vino di Monticello sta in cima a tutti per valore e la bontà”.
Nella seconda metà dell'Ottocento il Cavaliere di Gran Groce Luigi Rossetti costruì in località Fratta quella che all'epoca era la cantina più grande della Franciacorta. Profonda 25 metri e dotata di quattro tronchi di galleria disposti a croce greca, nel 1870 la cantina poteva accogliere ben 6000 ettolitri di vino.
Nel 1993 Monticelli Brusati occupava il quinto posto in Franciacorta per superficie coltivata a vite, con un totale di 130 ettari (nonché il primo posto per ettari coltivati a ulivo). Le caratteristiche del territorio di Monticelli Brusati lo rendono adatto sia alla produzione dello spumante Franciacorta DOCG che alla produzione del vino bianco e rosso Curtefranca DOC e IGT Sebino.
Le cantine che attualmente operano nel territorio di Monticelli Brusati sono le seguenti:
- Cantina Antica Fratta;
- Cantina Boniotti Angelo;
- Cantina Casa Caterina;
- Cantina Ca’ de Colli;
- Cantina Castelveder;
- Cantina Ciapel;
- Cantina Il Pendio;
- Cantina La Montina;
- Cantina Lo Sparviere;
- Cantina Manessi;
- Cantina Ravarini;
- Cantina Rizzini Franciacorta;
- Cantina Villa Franciacorta.

## Amministrazione
| Periodo        | Periodo        | Primo cittadino | Partito                                          | Carica  | Note   |
| -------------- | -------------- | --------------- | ------------------------------------------------ | ------- | ------ |
| 2004           | 2009           | Angelo Bozza    | Centro Democratico                               | Sindaco | [ 29 ] |
| 2009           | 2014           | Laura Boldi     | PDL, Lega Nord, Partito Pensionati, Indipendenti | Sindaco | [ 30 ] |
| 2014           | 2019           | Paolo Musatti   | Monticelli 2.0                                   | Sindaco | [ 31 ] |
| 2019           | 10 giugno 2024 | Paolo Musatti   | Monticelli 2.0                                   | Sindaco | [ 32 ] |
| 10 giugno 2024 | in carica      | Ugo Buffoli     | Per Monticelli                                   | Sindaco |        |

## Sport
Lo sport a Monticelli Brusati è promosso principalmente dall'ASD La Sportiva. L'associazione nacque nel 1973 come gruppo podistico (il logo raffigura infatti un podista con i cinque cerchi olimpici intrecciati), per poi ampliarsi e abbracciare un ventaglio più ampio di sport, come il calcio e il basket.
La partecipazione della squadra di pallavolo della Sportiva al campionato nazionale di serie B1 nella stagione 2014-15 è probabilmente il maggiore successo raggiunto dall'associazione nel corso della sua storia.
Nel 2021 la squadra di calcio dell'ASD Sportiva si è fusa con quella dell'U.S.O. Ome, dando vita alla Sportiva Ome.
Per quanto riguarda il ciclismo, è attiva l'ASD Monticelli Bike.